# Королевство Фессалоники
Фессалоникское королевство (греч.  Βασίλειον Θεσσαλονίκης, фр.  Royaume de Thessalonique), Фессалоникийское королевство, Фессалоникское государство, Королевство Фессалоники — государство крестоносцев, образованное в результате Четвёртого крестового похода в северной Греции. Название королевство получило по столице, городу Фессалоники (греч: Θεσσαλονίκη, В русском языке Салоники), который был вторым по величине городом в Византийской империи. Государство было основано Бонифацием I Монферратским в 1204 году и являлось вассалом Латинской империи. Но уже в 1224 году королевство  прекратило своё существование, когда столица была захвачена правителем Эпира Феодором Комнином Дукой.

## История

### Предыстория
Основателем Фессалоникского королевства стал предводитель Четвёртого крестового похода Бонифаций Монферратский. Он надеялся стать новым латинским императором после захвата Константинополя крестоносцами, но против этого выступили венецианцы. Они желали иметь контроль над новым императором, и недоверяли маркграфу Монферратскому из-за его связей с византийской императорской династией Ангелов (его брат Конрад Монферратский был женат на сестре императора Алексея III Феодоре).
Императором стал Балдуин Фландрский, сам Бонифаций нехотя согласился с этим решением участников крестового похода, и для сохранения мира они заключили специальный договор.

### Основание королевства
Ещё в 1204 году Бонифаций захватил Фессалоники, который согласно его планам должен был стать центром независимого королевства. Но на город предъявил права император Балдуин I, который в это время должен был отдать Крит Венеции. Также известно, что Бонифаций пытаясь завладеть Фессалониками, опирался на то, что его брат Ренье Монферратский был женат на дочери императора Мануила Комнина — Марии, приданным которой якобы и был данный город.

Болгарский царь Калоян

Борьба закончилась тем, что Бонифаций получил Фессалоники в обмен на признание вассальной зависимости от Латинской империи. Бонифаций Монферратский так и не получил титула «король».
После улаживания конфликта, Бонифаций начал завоевания на южном направлении — во внутренней части Греции.
Постепенно ему удалось разбить остатки византийских войск, а наибольшее сопротивление ему оказал византийский магнат Лев Сгур, владевший Коринфом, Нафплионом и претендовавший на Афины.
Бонифаций захватил Афины в 1204 году, а в 1204—1205 годах его войска участвовали в захвате Пелопоннеса. На захваченных территориях образовались герцогство Афинское и Ахейское княжество. Такая тактика создала вокруг королевства кольцо вассальных государств, хотя византийцы продолжали оказывать сопротивление во главе со Сгуром, находившемся Коринфе вместе с бывшим императором Алексеем III (его дочь Евдокия была супругой Льва).
Бонифаций Монферратский захватил Эвбею и позже начал осаду Коринфа и Навплии. Но осада затянулась, и по восстание 1205 года в Фессалониках заставило его вернуться в свои владения. В это время император Балдуин I был побежден болгарским царем Иоанном Калояном в битве при Адрианополе.

### Смута
Правления Бонифация Монферратского продолжалось 3 года, а 4 сентября 1207 года он был убит в организованной болгарами засаде, а из его черепа Калоян сделал чашу. Королём стал его сын Димитрий, бывший ещё ребёнком, и в королевстве началась борьба за власть между двумя группировками баронов.
Первая, чью основу составляли бароны ломбардского происхождения, пыталась освободиться от власти Латинской империи, поддержав кандидатуру маркграфа Вильгельма VI Монферратского. Генрих I Фландрский победил их мятеж, и регентом при малолетнем короле был назначен Евстахий Фландрский, а в крепостях были поставлены гарнизоны из Константинополя.

### Присоединение к Эпирскому царству
В сложившейся неопределённой ситуации в Фессалоникском королевстве, деспот Эпира Михаил I Комнин Дука попытался захватить часть королевства в 1210 году. Поход Эпирского деспотата поддержало Болгарское царство. Но наступление было отбито, хотя Михаилу Комнину удалось захватить Западную Фессалию.
Преемник Михаила — Феодор Комнин Дука продолжил политику умершего деспота. Он выступил в поход против Фессалоникского королевства в 1215 году, где смог захватить с 1215 по 1224 года захватить большую часть земель Фессалоник. В 1217 году Феодор Комнин Дука смог пленить латинского императора Пьера II, возвращавшегося после неудачного похода на Драч. Из-за этого имперский регент, правивший до 1221 года, не мог оказать военную помощь Фессалоникскому королевству.
В 1222 году вдова Бонифация Монферратского вместе с сыном бежали в итальянские владения Монферратского дома. Папа Гонорий III объявил крестовый поход, целью которого было возвращение земель королевства и его защита от посягательств Эпира.
Но весть об этом была встречена в Европе без энтузиазма, и лидер похода Вильгельм VI Монферратский смог собрать небольшое количество рыцарей, а само войско прибыло слишком поздно.
Взятие Фессалоник Федором Комнином Дукой в 1224 году прекратило существование Фессалоникского королевства. Прибывшим крестоносцам во главе с Вильгельмом Монферретским удалось продвинуться вглубь территории бывшего королевства. Но в походе большая часть крестоносного войска (в том числе и Вильгельм) погибла от эпидемии.

## Территория
Королевство находилось на севере современной Греции, и примерно охватывала современные греческие провинции (периферии) — Центральная Македония, Восточная Македония, Фракия, Фессалия и часть Центральной Греции. Южная граница проходила по долине реки Сперхиос, отделяя страну от своего вассала — Герцогства Афинского.

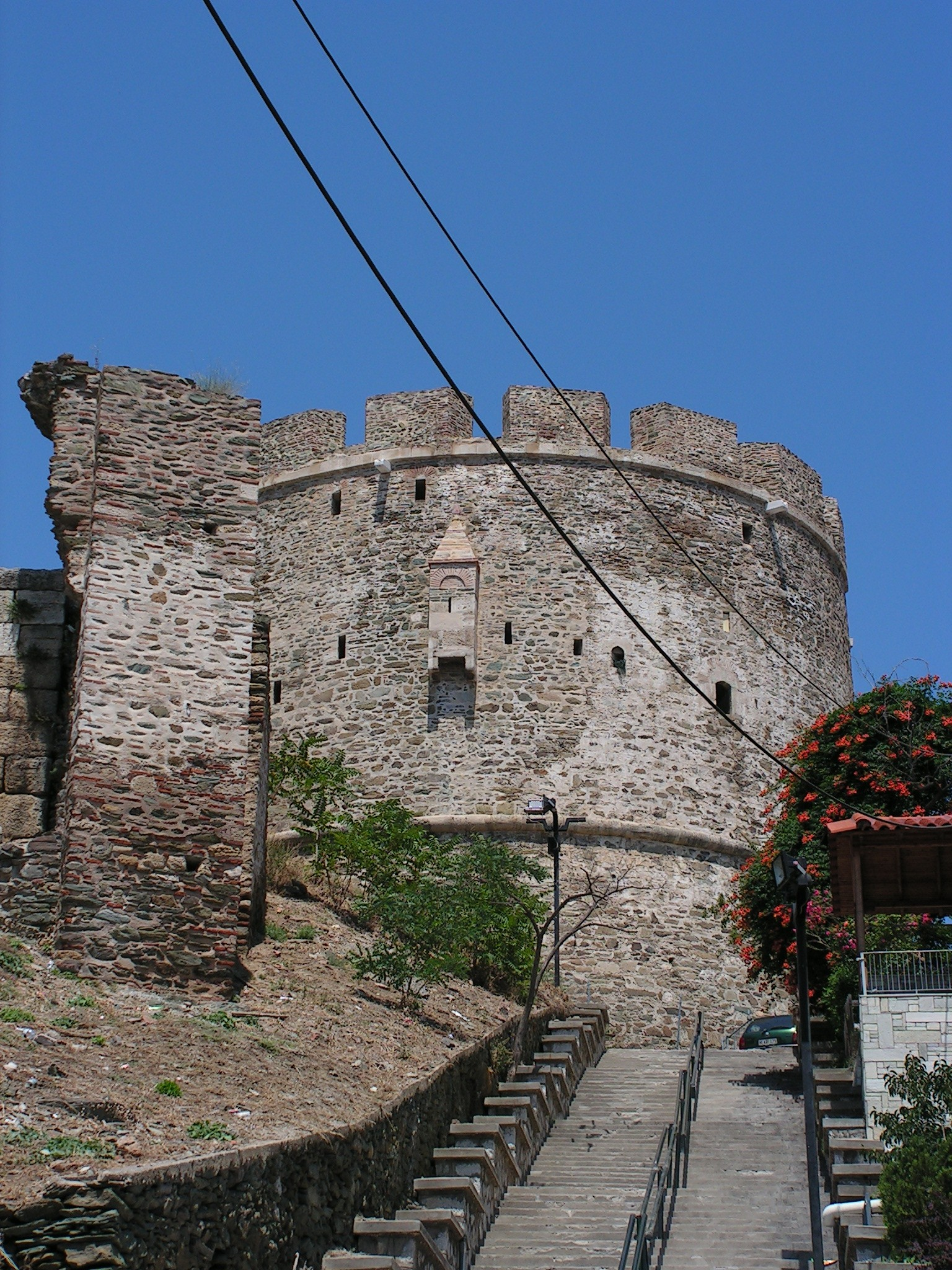
Укрепления, построенные королями Фессалоник

На западе горы Пинд отделяли королевство от Эпирского деспотата. На севере, где границы королевства совпадают с современной границей Греции, соседом Фессалоникского королевства было Второе Болгарское царство. 
Восточным соседом королевства была Латинская империя.

## Культура
За свою короткую историю, в королевстве Фессалоники не успела сформироваться собственная особая культура. Однако благодаря поддержке правящей династии, большая роль уделялась трубадурам.
Их известным покровителем был первый правитель королевства Бонифаций Монферратский, а после его смерти — дочь Беатриса. Многие их трубадуров были его соратниками в четвёртом крестовом походе, и продолжили службу при дворе после раздела византийских земель.
Самым известным и наиболее влиятельным из них был Раймбаут Вакейрасский. Он начал свою службу маркграфу ещё в Монферрато, где и стал другом Бонифация. Имея незнатное происхождения, он только благодаря своему таланту и дружбе с Бонифацием был посвящён в рыцари в 1194 году. Отправившись со своим господином в крестовый поход, Раймбаут заслужил славу лучшего трубадура. В его творчестве представлены практически все жанры трубадурского искусства: кансоны, стихотворные послания и др. Раймбаут вероятно погиб вместе с Бонифацием в 1207 году.
После смерти маркграфа Бонифация Монферратского, развернулась борьба за власть между двумя группировками баронов. Самым известным среди трубадуров, выражавших интересы ломбардских баронов было Элиас Кайрель.
Он происходил из Сарлату (Перигор, Франция) и занимался несколькими видами ремесел, пока не стал жонглером. Кайрель познакомился с Бонифацием до похода, и направился вместе с ним на завоевание Греции. Прославился составлением кансона и музыки к ним.
После неудачных переговоров ломбардцев с Вильгельмом VI Монферратским, касавшихся его избрания королём, Элиас отправил тому сирвенту, где обвинял в трусости, предательстве друзей и т. д.
После подавления латинским императором Генрихом Фландрским восстания баронов, Кайрель вернулся в Италию, а потом в родной город Сарлату, где и скончался после 1225 года. Другим известным трубадуром при дворе был Гийом де Салоник

## Правители
| Годы правления | Имя                                                                   |
| -------------- | --------------------------------------------------------------------- |
| 1204—1207      | Бонифаций I Монферратский                                             |
| 1207—1224      | Димитрий Монферратский (в качестве регента правила Мария Венгерская ) |

### Титулярные короли Фессалоник
- 1224—1230 Димитрий Монферратский (Димитрий)
- 1230—1239 Фридрих II (император Священной Римской империи) (Фридрих)
- 1239—1253 Бонифаций II Монферратский (Бонифаций II)
- 1253—1284 Гильельмо VII Монферратский (Гильельмо)
- 1266—1271 Гуго IV (герцог Бургундии) (Гуго), претендент (1266—1271)
- 1273—1305 Роберт II (герцог Бургундии) (Роберт), претендент 1271—1284
- 1305—1313 Гуго V (герцог Бургундии) (Гуго II)
- 1313—1316 Людовик Бургундский (князь Мореи) (Людовик I)
- 1316—1320 Эд IV (герцог Бургундии), продал свои права
- 1320 Филипп I Тарентский